# Garfo de replicação

Esquema do garfo de replicação.
a: molde, b: cadeia líder, c: cadeia atrasada, d: garfo de replicação, e: primer, f: fragmentos de Okazaki

O garfo de replicação ou forquilha de replicação é uma estrutura que se forma dentro do núcleo durante a replicação do ADN. É criada pelas helicase, que quebram as ligações de hidrogénio que ligam as duas cadeias de ADN. A estrutura resultante tem duas ramificações, cada uma das quais é formada por uma cadeia de ADN, e que são chamadas de cadeia atrasada e cadeia líder. A ADN polimerase cria novos parceiros para as duas cadeias ao adicionar nucleótidos.